# Christina Palm
Christina Palm, konsul i Phuket.
Känd för sitt agerande under tsunamikatastrofen i Thailand år 2004.
Christina Palm såg till att stoppa planerna på Räddningsverkets hjälpinsats för att snabbt undsätta de strandsatta svenska turisterna i Thailand. Uppmanade medarbetare att inte bli hysteriska när rapporterna om katastrofen strömmade in.
Christina Palm fick efter Katastrofkommissionens rapport lämna UD:s konsulära enhet. I stället utsågs hon till konsul i Phuket av utrikesminister Laila Freivalds.